# 花は散るらん
『花は散るらん』（はな-ち）は、東海テレビ制作のフジテレビ系列で、1968年11月11日～1969年1月31日に放送された昼ドラマである。

## キャスト
- 扇千景
- 津川雅彦

## スタッフ
- 演出:伏屋良郎
- 脚本:大石隆一